# Helmy Aerogypt
Die  Helmy Aerogypt (für Aeroplane of Egypt, deutsch etwa Ägyptens Flugzeug) war ein dreimotoriges Versuchsflugzeug, das von dem ägyptischen Medizinstudenten Saleh Helmy entworfen und gebaut wurde. Die Aerogypt war wahrscheinlich das kleinste dreimotorige Flugzeug, das jemals geflogen ist.
Helmy erarbeitete, ähnlich wie der amerikanische Konstrukteur Vincent Burnelli ein Konzept zur Vergrößerung des Auftriebsanteils des Rumpfs am Gesamtauftrieb eines Flugzeugs, wobei vor allem eine erhöhte Sicherheit bei den generell kritischen Start- und Landevorgängen im Mittelpunkt standen.

## Geschichte
Der am 17. Februar 1905 geborene Helmy war Student am St. Mary’s Hospital in Paddington (London), neben seinem Studium interessierte er sich stark für die konstruktiven Aspekte der Luftfahrt. Er begann ein Flugzeug zu entwerfen, das nach seinen Plänen dann in seiner Heimat Ägypten gebaut werden sollte. Das herausragende an seinem Entwurf war die so genannte Helmy-Klappe, die er sich patentieren ließ. Die Klappe hatte im Längsschnitt eine Profilform und wurde auf dem Rumpf eines Flugzeugs, quasi als zweites Dach, befestigt. Die Klappe sollte beweglich gestaltet sein, um ihren Einstellwinkel ändern zu können und so eine zusätzliche Auftriebsfläche zu erhalten, die es erlaubt die Start- und Landegeschwindigkeiten zu senken. Beim Aufrichten sollte die Klappe sich auf Schienen auf dem Rumpf nach hinten bewegen, um die Anströmung des Leitwerks weitgehend ungestört zu lassen.
Helmy behauptete, dass die Klappe selbst nach dem Strömungsabriss an den Tragflächen noch Auftrieb liefern würde.
Das National Physical Laboratory in Teddington beurteilte die Helmy-Konzeption durchaus positiv vom aerodynamischen Standpunkt her, gab aber zu bedenken, dass es die praktische mechanische Umsetzung als nicht durchführbar ansieht. Helmy gründete daraufhin 1937 ein eigenes Unternehmen mit dem Fernziel ein 80-Personen-Passagierflugzeug mit einer Spannweite von 33 m (100 ft) zu bauen, das seine patentierte Klappe als Konstruktionselement verwendet. Als erstes sollte jedoch ein 1:4-Modell des geplanten Flugzeugs gebaut werden, um die Machbarkeit des Konzepts nachzuweisen.
So entstand die Aerogypt mit einer Spannweite von 7,90 m (26 ft), einem relativ breiten Rumpf und dem Prototyp der Helmy-Klappe auf dem Dach. Am 17. Februar 1938 erhielt die Maschine die zivile Registrierung G-AFFG. Der Bau erfolgte im Haus von Helmy in Maidenhead, nach der Fertigstellung wurden die Einzelteile zum Zusammenbau und für die Flugerprobung nach Heston gebracht. Der Erstflug erfolgte im Februar 1939.
Nach einem Landeunfall und der anschließenden Reparatur wurde die Maschine ohne die Helmy-Klappe als Aerogypt II bezeichnet. Nach einem weiteren Unfall, bei dem das Fahrwerk beschädigt wurde, wurden weitere Modifikationen, wie verbesserte Motorverkleidungen, vergrößerte Ruderflächen und zusätzliche Hilfsflossen auf dem Höhenleitwerk, umgesetzt. Die Bezeichnung war dann Aerogypt III, mit ihr wurde der letzte Flug am 26. September 1940 durchgeführt.
Nach einer Verlegung nach White Waltham wurden die drei Motoren durch zwei leistungsstärkere und leisere Continental A65 mit jeweils 65 PS Leistung ersetzt. Das Spornradfahrwerk wurde in ein Bugradfahrwerk umgebaut, das ebenfalls von Helmy selbst entworfen wurde. Nachdem ein erster Startversuch der nun Aerogypt IV genannten Maschine am 12. Januar 1946 misslungen war, gelang am 17. Februar ein 20-minütiger Flug. Helmy plante nach einigen weiteren gelungenen Flügen die Maschine nach Ägypten zu überführen und dort eine Serienproduktion von 100 Maschinen für Privatflieger und -clubs in die Wege zu leiten. Angeblich sollen König Farouk und die ägyptische Regierung seine Pläne unterstützt haben.
Beim Überführungsflug am 26. November 1947 wurde das Flugzeug bei der ersten Zwischenlandung und dem nachfolgenden Bergungsversuch irreparabel beschädigt.

## Konstruktion
Die Konstruktion orientierte sich mit der Monocoque-Bauweise aus diagonal verarbeiteten Sperrholzstreifen an der De Havilland DH.88 Comet. Der Antrieb bestand anfangs aus drei jeweils 22 PS leistenden Aero Sprite Zwei-Zylinder luftgekühlten Triebwerken. Die Verkleidungen dafür liefen nach unten in Hosenbein Verkleidungen für das feste Fahrwerk aus. Ähnlich wie die Burnelli-Konstruktionen wies der Rumpf im Längsschnitt eine Profilform auf. Das Tankvolumen von 15 gal war in zwei Tanks aufgeteilt, womit eine Reichweite von 300 Meilen erreicht werden konnte. Für den geplanten Überführungsflug nach Ägypten wurde ein 32 gal großer Langstreckentank konstruiert.

## Technische Daten
| Kenngröße             | Daten                                                                                    |
| --------------------- | ---------------------------------------------------------------------------------------- |
| Besatzung             | 2 (?)                                                                                    |
| Länge                 | 5,80 m (19 ft)                                                                           |
| Spannweite            | 8,03 m (26 ft 4 in)                                                                      |
| Höhe                  | 1,98 m (6 ft 6 in)                                                                       |
| Flügelfläche          | 7,90 m² (85 ft²)                                                                         |
| Flügelstreckung       | 8,02                                                                                     |
| Steiggeschwindigkeit  | 180 m/min (600 ft/min)                                                                   |
| max. Startmasse       | 1090 kg (2400 lb)                                                                        |
| Reisegeschwindigkeit  | 230 km/h (145 mph)                                                                       |
| Höchstgeschwindigkeit | 256 km/h (160 mph)                                                                       |
| Dienstgipfelhöhe      | 5200 m (17.000 ft)                                                                       |
| Reichweite            | 770 km (480 ml)                                                                          |
| Triebwerke            | 3 × Zweizylindermotor Aero Sprite mit je 22 PS, später 2 × Continental A-65 mit je 65 PS |